# 長野久義
長野 久義（ちょうの ひさよし、1984年12月6日 - ）は、佐賀県三養基郡基山町出身のプロ野球選手（外野手）。右投右打。読売ジャイアンツ所属。
妻はテレビ朝日アナウンサーの下平さやか。

## 経歴

### プロ入り前
佐賀県基山町立基山小学校1年生の時に地元の少年軟式野球チーム「基山バッファローズ」に入部。6年生時に主将を務める。基山町立基山中学校時代は九州硬式少年野球協会フレッシュリーグ所属の「筑紫野ドリームズ」に在籍。筑陽学園高校へ一般入試で入学し、2002年春季九州大会では準決勝に進むが本多雄一のいた鹿児島実に敗退。同年夏の甲子園県予選も準々決勝で柳川高に敗れ、甲子園には出場できなかった。
プロの誘いはあったが、日本大学生産工学部マネジメント工学科へ進学、硬式野球部（東都大学野球連盟加盟）へ所属。2年次までは三塁手だったが、打撃力を生かすため、3年次となる2005年の東都大学野球春季1部リーグ戦から中堅手に転向。また、長野は外のスライダーを振ってしまう癖があったため、野球部の後輩にアドバイスを受けて、あえてホームベースから離れることになる。離れることにより、バットが届く球ならストライク、届かないならボールと見極めることで、弱点を克服した。
4年次となった2006年に急成長し、春季は12試合出場、打率.489（47打数23安打）、主将を務めた秋季は13試合出場、打率.404（52打数21安打）で1995年秋・1996年春の高須洋介（青学大）以来となる2季連続首位打者となり、ベストナインにも満票選出された。強肩・俊足を兼ね備え、プロの注目を集めた。同年秋の日米大学野球選手権、IBAFインターコンチネンタルカップ、2006年アジア競技大会に日本代表として出場。東都大学リーグ通算87試合出場、290打数85安打、打率.293、10本塁打、40打点。
同年秋のドラフト会議で北海道日本ハムファイターズから4巡目指名を受けたが、読売ジャイアンツへの入団を熱望していたことから入団を拒否。この長野の意に反した指名に対して日本大学野球部監督・鈴木博識は「日本ハムは長野が一番嫌いな球団」とまで言い放つほど激怒した。
2007年に本田技研工業へ入社。同社のノンプロチームHonda硬式野球部へ入部した。Hondaでは第62回JABA東京スポニチ大会で社会人デビュー。主に「3番・右翼手」としてチームのベスト4入りに貢献し、同大会で新人賞。また4月の第55回JABA静岡大会では準決勝で先制本塁打を打つ活躍が認められ、大会最優秀選手に選出された。
2008年、ドラフト会議で巨人以外に指名された場合はプロ入りせず会社に残留する意志を固めていたが、巨人以外でも入団するとの情報を得ていた千葉ロッテマリーンズが2巡目で“強行”指名。当日のボビー・バレンタインとの面会を拒否し、11月25日の入団交渉後、12月3日に入団拒否を明らかにした。翌日にロッテ球団側に直接入団拒否を申し入れ、球団側も了承。Honda残留が決定し、2009年のドラフトで巨人の指名を待つこととなった。
当初巨人は長野の1位指名を確約していたが、東海大相模高校・大田泰示を1位指名、長野を2位指名することになった。大田は東海大学への進学を表明していたところ、締切直前にプロ志望届を提出した。これは巨人による対抗球団への牽制意図が含まれた工作活動であり、実際に指名に意欲的であった中日ドラゴンズを撤退に追い込むことに成功、更には福岡ソフトバンクホークスとの抽選の結果、巨人は大田との交渉権を獲得した。ところがウェイバー順で巨人よりも先に指名できるロッテに長野を指名される結果となり、大卒時と併せ都合2度目の獲得失敗となった。大田獲得の兼ね合いとはいえドラフト直前に『1位確約』が御破算となった上にプロ入りもお流れとなった事で一時長野の両親は巨人への態度を硬化させてしまい、スカウト陣は長野の実家へ謝罪行脚に出向くこととなっている。
2009年2月5日、巨人は長野にドラフト1位指名する方針を公表した。Hondaでは第80回都市対抗野球大会で打率.579（19打数11安打）の活躍で首位打者を獲得し、チームを13年ぶりの優勝に導いた。10月29日のドラフト会議では巨人から公表通り単独1位で指名を受けた。ドラフト指名を2回拒否して3回目の指名を受けたのは、巨人の先輩に当たる岡本光（1982年に3回目の指名）以来となった。11月23日、契約金1億円、出来高払い5000万円、年俸1500万円（金額は推定）で入団に合意した。背番号は7。

### 第一次巨人時代

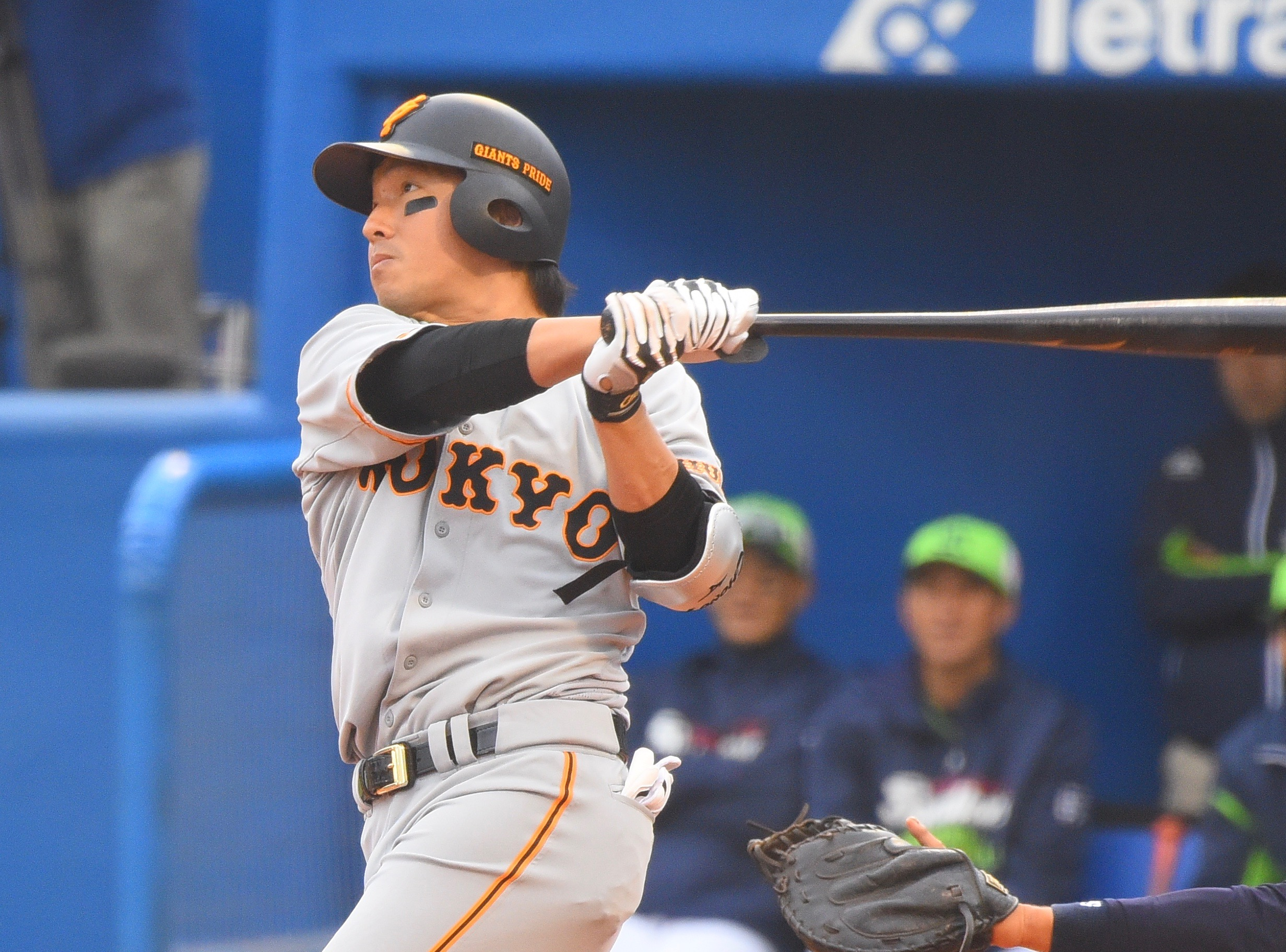
第一次巨人時代
（2018年4月7日 明治神宮野球場）

2010年は、新人合同自主トレで、柔軟性・持久力には課題を残すものの、打撃で鋭い打球、守備練習で快足を披露し信頼を得る。オープン戦でも結果を残し、同期の土本恭平、市川友也と共に開幕一軍を決めた。3月26日の東京ヤクルトスワローズとの開幕戦で左翼手として守備から途中出場し、プロ入り初出場を果たす。3月28日のヤクルト戦で「2番・中堅手」としてプロ入り初の先発出場を果たした。その後は6、7番を中心に起用されたが、8月以後は不振に陥って先発落ちが多くなり、9月17日、不振でプロ入り初の二軍降格を経験した。終盤には坂本勇人に代わって1番での出場を経験するなど、4、5番を除く全打順での先発出場を経験した。10月8日のヤクルト戦は勝てば2位・負ければ3位が決まる試合であり、9回裏一死満塁で打席が回ってきたが、三振に倒れた（チームは敗退し3位が決定）。1年目は128試合に出場し、打率.288・19本塁打を記録し、規定打席にも到達した。19本塁打は1998年の高橋由伸と並び、巨人の新人では3位の記録だった。また新人王を獲得し、前々年の山口鉄也・前年の松本哲也に続き、3年連続の巨人からの新人王となった。
2011年は、4月12日のヤクルト戦で「6番・中堅手」としてプロ入り初の開幕戦に先発出場し、押本健彦から3点本塁打を含む5打数3安打5打点の活躍を見せた。7月14日の阪神タイガース戦では、前日の死球の影響で先発を外れたアレックス・ラミレスに代わり、巨人軍第75代4番として出場を果たした。終盤は、阪神のマット・マートンと熾烈な首位打者争いを展開した。10月22日の横浜ベイスターズ戦では、1点ビハインドの9回裏無死満塁の場面で山口俊からNPB史上8人目となる代打逆転サヨナラ満塁本塁打を記録し、首位打者を獲得した。巨人の入団2年目での首位打者は、1959年の長嶋茂雄以来、52年ぶり3人目。また、巨人の選手の首位打者は2009年のアレックス・ラミレス以来2年ぶりだが、日本人選手に限定すると2001年の松井秀喜以来10年ぶりで、日本人右打者だと1971年の長嶋茂雄以来40年ぶりであった。また、サヨナラ賞を受賞し、セ・リーグ通算1000本目の満塁本塁打となった。統一球導入の影響により多くの選手が打率低下に苦しんだが、打率.316、17本塁打、OPS.847と好成績を収めた。また、自身初となるベストナインとゴールデングラブ賞を受賞した。
2012年は、2年連続となる打率3割（.301）を記録。20盗塁（リーグ2位）、出塁率.382（リーグ2位）を記録した。また、同僚の坂本勇人と最多安打（173安打）を獲得し、1番打者としての役割を存分に果たす活躍を見せた。最多安打により、入団以来3年連続でタイトルを獲得、また、2年連続でベストナインとゴールデングラブ賞を受賞した。ポストシーズンも絶好調で、クライマックスシリーズ初戦から、日本ハムとの日本シリーズで巨人が日本一を決めるまで全試合で安打を記録した。第2戦では決勝の初回先頭打者本塁打を打った。2本塁打を打つなど攻守にわたって活躍し、優秀選手に選出された。11月6日、「侍ジャパンマッチ2012「日本代表 VS キューバ代表」」の日本代表に選出された。さらに12月4日に、第3回WBC日本代表候補選手34人が発表され候補入りした。
2013年は、2月20日に第3回WBC日本代表選手28人が発表され、代表入りした。主軸として期待されたが、強化試合から不振に陥った。長野は「打てなくてピーピー言われているが、本番に入ったら任せてください」と意気込んでいたが、本戦でも不振が続き、打撃コーチの立浪和義からも「打席で迎えにいっている。練習でしっかり修正してもらいたい」と苦言を呈された。当初は先発起用されたものの、最後の試合となった決勝ラウンドなど後半は先発から外れることも多く、最終的に打率.222に終わったが、出塁率.364、チーム3位タイの6打点を記録した。5月15日のロッテ戦で、セス・グライシンガーの打球を素早く処理して一塁で封殺し、巨人では1988年の呂明賜以来となる右ゴロを記録した。前半戦は打率.259と長く不振が続いたが、後半戦は打率.313と復調を見せた。8月29日の阪神タイガース戦では、松田遼馬から自身2度目のサヨナラ本塁打を打った。9月12日のDeNA戦ではトニ・ブランコ、10月2日のヤクルト戦では打者走者松岡健一を一塁で封殺し、シーズン3度の右ゴロを記録した。シーズン3度の右ゴロは球団では中島治康以来70年ぶりだった。前半戦の不振もあって、入団以来続いていたタイトル獲得は途切れ、3年連続3割も逃したものの、3年連続でベストナインとゴールデングラブ賞を受賞した。
2014年は、6月に月間打率.357を記録し、7月下旬から8月初旬には4番を務める試合もあったが、先発落ちや代打を送られての交代も経験した。8月13日の阪神戦から8月21日のヤクルト戦までの8試合で3本塁打7打点と調子が上がり始めたが、8月21日の試合で右膝を負傷し、右膝関節挫傷と診断され、以降9試合スタメンから外れた。9月2日に先発復帰すると、同月6日の対ヤクルト戦（明治神宮野球場）で2点を追う7回一死満塁の打席で石山泰稚から逆転満塁本塁打を放った。11月19日に右膝半月板の修復手術と右肘のクリーニング手術を受けた。
2015年は、このシーズンは絶不調でスタメンから外れることも多くなった。ボール球によく手を出してしまうことで、原監督から視力検査を受けるように指示されたことも報じられた。不調は終盤まで続き、本塁打数は前年を上回ったものの、打率・安打・打点・出塁率・盗塁などほとんどの部門で自己ワーストの成績に終わった。
2016年は、村田修一に代わり選手会長を務めることになった。8月16日、出場選手登録期間が7年に達し国内FA（フリーエージェント）権を取得した。6月から約1か月ほど4番を務めるなど3年ぶりに全試合出場を果たし、安打数や打率は前年を大きく上回ったものの、11本塁打、42打点はいずれも自己ワーストの数字に終わった。
2017年は、オープン戦からの打撃不振や精彩を欠く守備が開幕から目立ち、春先はスタメンから外される試合もあった。好機での凡退が1年を通じて目立ち、自己ワーストの17個の併殺打を喫し、得点圏打率も.204と低い数字で、2年続けて50打点にも届かなかった。
2018年は、序盤は不振に陥り先発を外されることが多かったが、8月は18日の対中日戦（東京ドーム）で3回一死無走者の打席で通算100本目の東京ドームでの看板直撃本塁打を放つなど、月間打率.473と復調した。同月31日に背筋痛を訴え4年ぶりに出場選手登録を抹消されたが、9月16日に一軍に復帰。同月28日の対DeNA戦（東京ドーム）では、自身5年ぶり3本目となるサヨナラ本塁打、同月30日の対広島戦（東京ドーム）ではサヨナラ適時打を打ち、チームの土壇場でのCS出場に貢献した。序盤の不調や離脱の影響でプロ入り後初めて規定打席に届かず、116試合の出場に終わったが、球団では長嶋、原に次いで歴代3位となる、入団初年度から9年連続100安打を達成した。

### 広島時代
2019年1月7日、広島東洋カープの丸佳浩が巨人にFA移籍したことによる人的補償として、広島に移籍することが巨人から発表された。同年1月23日に日本野球機構からの移籍選手公示が行われた。1月23日にMAZDA Zoom-Zoom スタジアム広島内で入団発表記者会見が行われた。背番号は5に決まった。

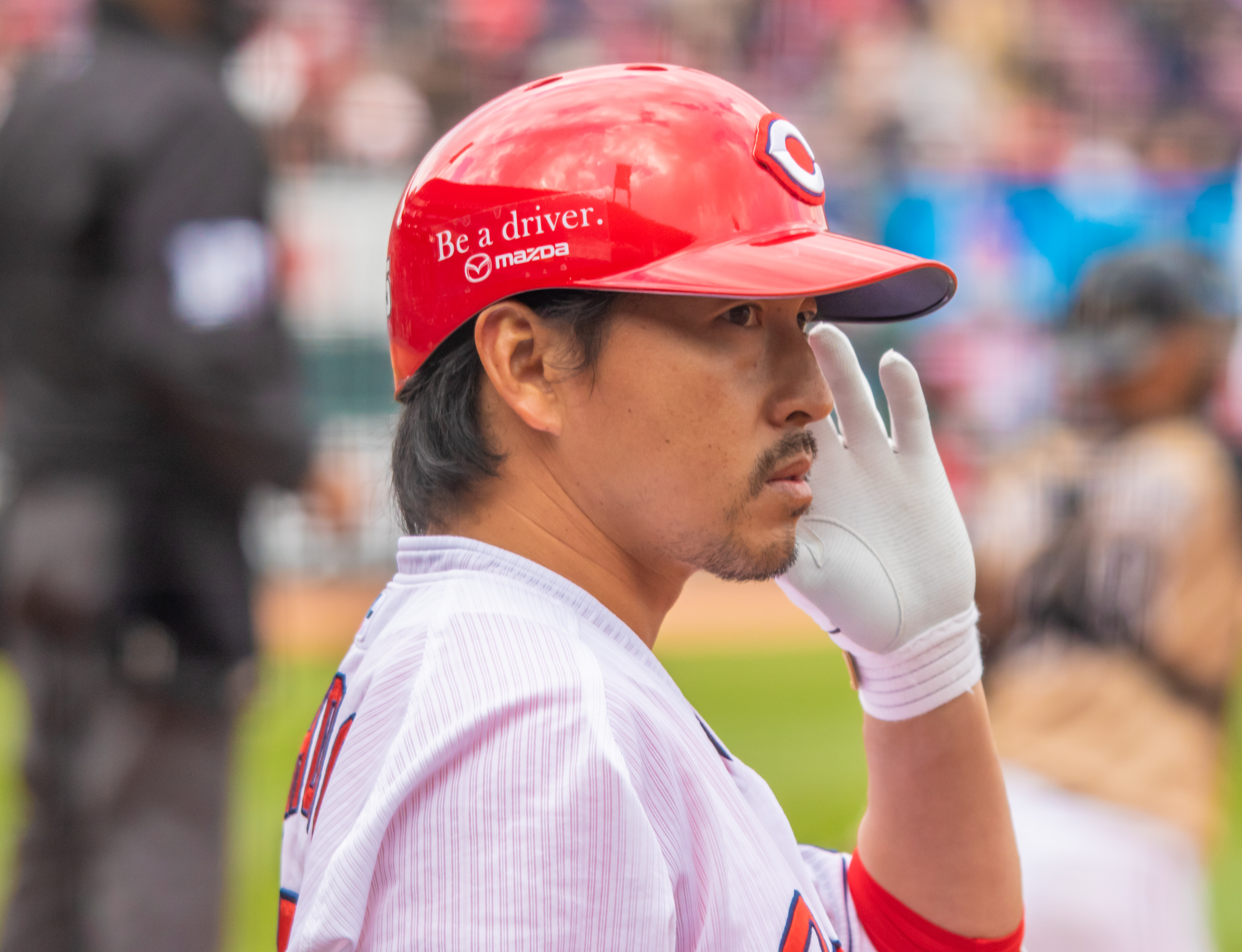
広島時代
（2019年3月12日 マツダスタジアム）

オープン戦から2010年のルーキーイヤー以来守っていなかった左翼手の守備に挑戦した。開幕直後は左翼手で先発出場したものの、左投手が先発の時に出場機会が限られたこともあってなかなか調子が上がらず、7月には再調整のため登録抹消された。サビエル・バティスタのドーピング問題による出場停止もあって8月下旬に一軍登録されると、次第に調子を上げ、左投手が先発の時には4番を任された。9月は月間打率3割を超えた。しかし72試合の出場で打率.250、5本塁打、20打点とプロ入りして初めて出場試合が100未満、本塁打も2桁に届かず、盗塁も0に終わった。
2020年は、開幕戦の先発出場こそ逃したが中堅手のレギュラーである西川龍馬が故障で離脱した時には、中堅手として先発出場した。西川が復帰すると主に代打として前年を上回る95試合に出場し、打率.285、10本塁打、42打点、1盗塁と全ての打撃部門で前年を上回る成績を残した。更に、代打打率は、（100打席以上打席に立った選手）チームメイトの坂倉の.346を1割程上回るリーグ1位の.440を記録した。同年9月22日の対巨人戦（東京ドーム）では2点を追う4回二死一・三塁の打席で菅野智之から一時逆転打となる3点本塁打を放ち、史上39人目となる全球団から本塁打と球団通算8500本塁打を同時に達成した。
2021年も開幕一軍入りしたが、5月20日に新型コロナウイルスのPCR検査で陽性判定を受けたことが発表され、5月21日に「感染拡大防止特例2021」の対象選手として出場選手登録を抹消された。シーズン通算で、出場試合71、打率.216、2本塁打、13打点はすべてキャリアワーストとなった。オフに、4500万円減となる推定年俸1億2000万円で契約を更改した。
2022年は主に代打で起用され、夏場に一時調子を上げ、スタメンの機会も増えるが58試合の出場で打率.211、3本塁打、15打点だった。同年7月16日の対巨人戦（東京ドーム）では3回無死満塁の打席で戸根千明から放った満塁本塁打を含む自身2度目の2打席連続本塁打を放った。

### 巨人復帰
2022年11月2日に読売ジャイアンツへの無償トレードが報道された。広島の鈴木球団本部長は、「彼は2度もドラフトを拒否し、巨人を貫いた選手。いつかユニフォームを脱ぐことがあるとすれば、やっぱり巨人で脱ぐべきではないかと思っていた」と巨人に提案し合意した。もし合意しなかった場合は広島と契約する方針だったと明かした。週明けにも正式な移籍手続きを行う予定だと球団から正式発表され、5年ぶりの古巣復帰となった。11月11日にNPBがトレードを公示した。背番号は広島移籍前と同じ7に決まった。推定年俸は1億円減となる2000万円となった。
2023年は、4月2日の対中日戦（東京ドーム）で7回一死満塁の場面でルイス・ブリンソンの代打として出場し、勝野昌慶から復帰後初安打・初打点となる決勝適時打、同月26日の対阪神戦（阪神甲子園球場）では8回一死一・三塁の場面で代打で出場し、岩貞祐太から復帰後初本塁打となる代打3点本塁打を放った。5月27日の対阪神戦（阪神甲子園球場）で7回無死一塁の打席で遊ゴロ併殺打を放った際に打席内で転倒し負傷交代。翌28日にベンチ入りメンバーから外され、翌29日に出場選手登録を抹消された。7月1日に一軍に復帰すると、7月は月間打率.375を記録した。8月は10日の対阪神戦（東京ドーム）で巨人復帰後では2018年9月22日の対ヤクルト戦（東京ドーム）以来1906日ぶりの猛打賞、13日の対DeNA戦（東京ドーム）では1回無死無走者の打席で石田健大から広島時代の2020年8月15日の対阪神戦（京セラドーム大阪）以来、約3年ぶりの三塁打、16日の対中日ドラゴンズ戦（バンテリンドーム ナゴヤ）では3回に二盗を成功させ、巨人復帰後初盗塁を記録した。シーズン通算では75試合に出場し、打率.259、6本塁打、19打点を記録。12月1日、2000万円増となる推定年俸4000万円で契約を更改した。

## 選手としての特徴

### 打撃
ヒットゾーンが広く、ボールゾーン打率がリーグ平均を大きく上回る。打者ボックスではホームベースから離れて構える。これは外角のスライダーの見極めに難があったためで、Honda時代にコーチの助言で離れて立つようになった。内角のボールは鋭く踏み込んでレフトに、外角はライトに捌く広角打法を持ち味とする。2012年までの通算の対左打率.289に対し対右打率.305と右打者ながら右投手に強く、特別苦手とする球種もない。本人は犠牲バントを課題に挙げており、犠打数は2015年の「5」がシーズン最多となっている。
基本的に、「打率.280、15本塁打、50打点、10盗塁」前後の数字を毎年コンスタントに記録できる打者であるためか、チーム状況に応じて複数の打順で起用される傾向の強い打者である。実際、2013年は「4番、9番を除く全打順」、2014年は「2番を除く全打順」、2015年は「2番、9番を除く全打順」と、7つ以上の打順で起用されるシーズンが3年続き、2016年は「1番、3番、4番、5番、6番」と5つの打順で起用された。そのため、2016年のシーズンオフには、長野の起用法や打順が一定しないことを懸念する趣旨の記事がスポーツニッポンにおいて書かれたこともある。

### 走塁・守備
走塁面では50メートル5.8秒、右打者ながら一塁到達3.97秒を記録する俊足である。
守備では右翼手と中堅手で起用されている。主に右翼手として起用された2010年はリーグの外野手中最多失策を記録、UZRは-4.9であった。強肩ではあるが送球面の課題を指摘されている。長野が山なりの返球をしたことで相手走者に防げるはずの進塁を許し、首脳陣からは低い送球で返球するように指導を受けた。シーズン後に「プロに入る前は守備と走塁はできるかなと思ってたけど、ダメでした。来シーズンは頑張ります」と語った。翌2011年は主に中堅手として起用され、毎試合前に大西崇之外野守備コーチと捕球・送球動作について確認を行い、ゴールデングラブ賞を受賞。2012年は前半戦は中堅手、後半戦は右翼手としてプレー。2年連続でゴールデングラブ賞に輝いたが、中堅手でのUZR-1.3、右翼手でのUZR-6.8と、いずれも平均を下回る数値を記録。送球面では遠投120メートルの強肩で、2013年には強肩を生かしてシーズン3度のライトゴロを完成させた。

### その他
動体視力が良く、ルーキー時代の身体能力測定の「深視力」測定では「一流アスリートが100人やっても1回出るか出ないか」と言われている「誤差ゼロ」を2回計測した。
スロースターターの傾向があり、プロ入りした2010年以降、毎年6月以降に打率を上げていく。

## 人物
愛称は「チョーさん」。
巨人時代にチームメイトだった坂本勇人とは、ともに攻撃の要・チームの顔としてマスコミから「サカチョーコンビ」と称されていた。2012年には、前述の通り2人で最多安打のタイトルを分け合っている。
球界一の気配りが出来る男と称され、多くの選手たちから慕われている。
広島に移籍する際、球団から背番号「5」と「9」を打診されて「5」を選択した。その理由は現役時代に「9」を背負った監督の緒方孝市の秘蔵っ子であり、前年まで「9」を背負った丸佳浩の後継者として期待される野間峻祥に長野自身が配慮したためである。
外国人選手に対しては、英語やスペイン語を駆使して積極的にコミュニケーションを取っている。広島時代には同僚のホセ・ピレラが韓国球界のサムスンに移籍が決まると、サムスンOBで巨人時代の同僚であった李承燁に連絡を取り、「（ピレラのことを）良くしてやって欲しい」と頼んでいる。
2015年3月、テレビ朝日アナウンサーの下平さやかと結婚した。

## 詳細情報

### 年度別打撃成績
| 年 度      | 球 団      | 試 合 | 打 席 | 打 数 | 得 点 | 安 打 | 二 塁 打 | 三 塁 打 | 本 塁 打 | 塁 打 | 打 点 | 盗 塁 | 盗 塁 死 | 犠 打 | 犠 飛 | 四 球 | 敬 遠 | 死 球 | 三 振 | 併 殺 打 | 打 率 | 出 塁 率 | 長 打 率 | O P S |
| ---------- | ---------- | ----- | ----- | ----- | ----- | ----- | -------- | -------- | -------- | ----- | ----- | ----- | -------- | ----- | ----- | ----- | ----- | ----- | ----- | -------- | ----- | -------- | -------- | ----- |
| 2010       | 巨人       | 128   | 459   | 430   | 66    | 124   | 24       | 3        | 19       | 211   | 52    | 12    | 4        | 2     | 0     | 25    | 4     | 2     | 72    | 10       | .288  | .330     | .491     | .821  |
| 2011       | 巨人       | 140   | 578   | 519   | 58    | 164   | 20       | 4        | 17       | 243   | 69    | 19    | 8        | 3     | 2     | 48    | 5     | 6     | 85    | 11       | .316  | .379     | .468     | .847  |
| 2012       | 巨人       | 144   | 653   | 574   | 84    | 173   | 29       | 2        | 14       | 248   | 60    | 20    | 7        | 2     | 1     | 75    | 5     | 1     | 100   | 5        | .301  | .382     | .432     | .815  |
| 2013       | 巨人       | 144   | 642   | 590   | 82    | 166   | 21       | 3        | 19       | 250   | 65    | 14    | 5        | 3     | 0     | 48    | 0     | 1     | 101   | 6        | .281  | .336     | .424     | .760  |
| 2014       | 巨人       | 130   | 523   | 472   | 67    | 140   | 29       | 1        | 13       | 210   | 62    | 8     | 4        | 4     | 2     | 42    | 0     | 3     | 75    | 8        | .297  | .356     | .445     | .801  |
| 2015       | 巨人       | 130   | 479   | 434   | 49    | 109   | 20       | 3        | 15       | 180   | 52    | 3     | 2        | 5     | 2     | 34    | 0     | 4     | 81    | 12       | .251  | .310     | .415     | .725  |
| 2016       | 巨人       | 143   | 618   | 576   | 58    | 163   | 28       | 4        | 11       | 232   | 42    | 8     | 2        | 1     | 3     | 33    | 0     | 5     | 78    | 7        | .283  | .326     | .403     | .729  |
| 2017       | 巨人       | 134   | 516   | 463   | 52    | 121   | 20       | 3        | 16       | 195   | 46    | 6     | 0        | 1     | 1     | 46    | 2     | 5     | 98    | 17       | .261  | .334     | .421     | .755  |
| 2018       | 巨人       | 116   | 426   | 383   | 49    | 111   | 16       | 0        | 13       | 166   | 52    | 3     | 2        | 0     | 1     | 41    | 4     | 1     | 69    | 5        | .290  | .359     | .433     | .793  |
| 2019       | 広島       | 72    | 197   | 180   | 13    | 45    | 7        | 1        | 5        | 69    | 20    | 0     | 2        | 0     | 1     | 15    | 2     | 1     | 40    | 11       | .250  | .310     | .383     | .693  |
| 2020       | 広島       | 95    | 299   | 267   | 30    | 76    | 17       | 1        | 10       | 125   | 42    | 1     | 0        | 0     | 2     | 29    | 0     | 1     | 61    | 5        | .285  | .355     | .468     | .823  |
| 2021       | 広島       | 71    | 140   | 125   | 6     | 27    | 3        | 0        | 2        | 36    | 13    | 1     | 0        | 0     | 0     | 14    | 0     | 1     | 30    | 2        | .216  | .300     | .288     | .588  |
| 2022       | 広島       | 58    | 134   | 123   | 11    | 26    | 5        | 0        | 3        | 40    | 15    | 2     | 0        | 0     | 1     | 10    | 0     | 0     | 34    | 3        | .211  | .269     | .325     | .594  |
| 2023       | 巨人       | 75    | 176   | 158   | 15    | 41    | 7        | 1        | 6        | 68    | 19    | 1     | 1        | 0     | 1     | 17    | 4     | 0     | 40    | 2        | .259  | .330     | .430     | .760  |
| 2024       | 巨人       | 54    | 98    | 89    | 5     | 23    | 3        | 1        | 0        | 28    | 14    | 1     | 1        | 0     | 0     | 9     | 1     | 0     | 25    | 2        | .258  | .327     | .315     | .641  |
| 通算：15年 | 通算：15年 | 1634  | 5938  | 5383  | 645   | 1509  | 249      | 27       | 163      | 2301  | 623   | 99    | 38       | 21    | 17    | 486   | 27    | 31    | 989   | 106      | .280  | .342     | .427     | .770  |

- 2024年度シーズン終了時
- 各年度の太字はリーグ最高

### 年度別打撃成績所属リーグ内順位
| 年 度 | 年 齢 | リ ｜ グ   | 打 率 | 安 打 | 二 塁 打 | 三 塁 打 | 本 塁 打 | 打 点 | 盗 塁 | 出 塁 率 |
| ----- | ----- | ---------- | ----- | ----- | -------- | -------- | -------- | ----- | ----- | -------- |
| 2010  | 26    | セ・リーグ | -     | -     | -        | -        | -        | -     | -     | -        |
| 2011  | 27    | セ・リーグ | 1位   | 3位   | -        | 5位      | 7位      | 7位   | 2位   | 2位      |
| 2012  | 28    | セ・リーグ | 4位   | 1位   | 3位      | -        | 6位      | 9位   | 3位   | 2位      |
| 2013  | 29    | セ・リーグ | 10位  | 2位   | -        | 7位      | 9位      | 9位   | 9位   | -        |
| 2014  | 30    | セ・リーグ | -     | -     | 8位      | -        | -        | -     | -     | -        |
| 2015  | 31    | セ・リーグ | -     | -     | -        | 7位      | -        | -     | -     | -        |
| 2016  | 32    | セ・リーグ | -     | 4位   | 3位      | 6位      | -        | -     | -     | -        |
| 2017  | 33    | セ・リーグ | -     | -     | -        | -        | -        | -     | -     | -        |
| 2018  | 34    | セ・リーグ | -     | -     | -        | -        | -        | -     | -     | -        |
| 2019  | 35    | セ・リーグ | -     | -     | -        | -        | -        | -     | -     | -        |
| 2020  | 36    | セ・リーグ | -     | -     | -        | -        | -        | -     | -     | -        |
| 2021  | 37    | セ・リーグ | -     | -     | -        | -        | -        | -     | -     | -        |
| 2022  | 38    | セ・リーグ | -     | -     | -        | -        | -        | -     | -     | -        |
| 2023  | 39    | セ・リーグ | -     | -     | -        | -        | -        | -     | -     | -        |
| 2024  | 40    | セ・リーグ | -     | -     | -        | -        | -        | -     | -     | -        |

- -は10位未満（打率、出塁率は規定打席未到達の場合も-と表記）

### WBCでの打撃成績
| 年 度 | 代 表 | 試 合 | 打 席 | 打 数 | 得 点 | 安 打 | 二 塁 打 | 三 塁 打 | 本 塁 打 | 塁 打 | 打 点 | 盗 塁 | 盗 塁 死 | 犠 打 | 犠 飛 | 四 球 | 敬 遠 | 死 球 | 三 振 | 併 殺 打 | 打 率 | 出 塁 率 | 長 打 率 |
| ----- | ----- | ----- | ----- | ----- | ----- | ----- | -------- | -------- | -------- | ----- | ----- | ----- | -------- | ----- | ----- | ----- | ----- | ----- | ----- | -------- | ----- | -------- | -------- |
| 2013  | 日本  | 7     | 22    | 18    | 2     | 4     | 1        | 0        | 0        | 5     | 6     | 1     | 1        | 0     | 0     | 4     | 0     | 0     | 4     | 0        | .222  | .444     | .278     |

### 年度別守備成績
| 年 度 | 球 団 | 外野  | 外野  | 外野  | 外野  | 外野  | 外野     |
| 年 度 | 球 団 | 試 合 | 刺 殺 | 補 殺 | 失 策 | 併 殺 | 守 備 率 |
| ----- | ----- | ----- | ----- | ----- | ----- | ----- | -------- |
| 2010  | 巨人  | 121   | 211   | 3     | 5     | 0     | .977     |
| 2011  | 巨人  | 139   | 262   | 6     | 3     | 1     | .989     |
| 2012  | 巨人  | 143   | 221   | 9     | 2     | 2     | .991     |
| 2013  | 巨人  | 142   | 240   | 8     | 2     | 0     | .992     |
| 2014  | 巨人  | 127   | 200   | 4     | 3     | 1     | .986     |
| 2015  | 巨人  | 122   | 183   | 2     | 3     | 1     | .984     |
| 2016  | 巨人  | 141   | 209   | 5     | 1     | 1     | .995     |
| 2017  | 巨人  | 127   | 180   | 2     | 2     | 0     | .980     |
| 2018  | 巨人  | 113   | 198   | 1     | 1     | 0     | .985     |
| 2019  | 広島  | 42    | 56    | 1     | 2     | 0     | .966     |
| 2020  | 広島  | 67    | 106   | 5     | 2     | 1     | .982     |
| 2021  | 広島  | 30    | 34    | 0     | 1     | 0     | .971     |
| 2022  | 広島  | 24    | 41    | 2     | 0     | 1     | 1.000    |
| 2023  | 巨人  | 44    | 53    | 0     | 1     | 0     | .981     |
| 2024  | 巨人  | 19    | 30    | 0     | 0     | 1     | 1.000    |
| 通算  | 通算  | 1401  | 2224  | 48    | 28    | 8     | .988     |

- 2024年度シーズン終了時
- 各年度の太字はリーグ最高
- 太字年はゴールデングラブ賞受賞

### タイトル
- 首位打者：1回（2011年）
- 最多安打：1回（2012年）

### 表彰
- 新人王（2010年）
- ベストナイン：3回（2011年 - 2013年）
- ゴールデングラブ賞：3回（2011年 - 2013年）
- 日本シリーズ優秀選手賞：1回（2012年）
- 日本シリーズ敢闘選手賞：1回（2013年）
- 日本シリーズ特別賞 - パワフルプロ野球賞：1回（2012年）
- ゴールデン・ルーキー賞（2010年）
- スカパー! ドラマティック・サヨナラ賞年間大賞：2回（2011年、2013年）[注 5]
- 月間サヨナラ賞：1回（2013年8月）
- 「ジョージア魂」賞：1回（2013年度第10回）
- 日本プロスポーツ大賞最高新人賞（2010年）
- 報知プロスポーツ大賞フレッシュ賞（2010年）
- 東京ドームMVP特別賞：1回（2010年）
- ヤナセ・ジャイアンツMVP賞：1回（2014年）[91]
- 月間アットホームヒーロー賞：1回（2014年9・10月）

### 記録
初記録
- 初出場：2010年3月26日、対東京ヤクルトスワローズ1回戦（東京ドーム）、9回表にアレックス・ラミレスに代わり左翼手で出場
- 初打席：2010年3月27日、対東京ヤクルトスワローズ2回戦（東京ドーム）、7回裏に由規から左飛
- 初安打：同上、9回裏に李恵践から中前安打
- 初先発出場：2010年3月28日、対東京ヤクルトスワローズ3回戦（東京ドーム）、「2番・中堅手」で先発出場
- 初盗塁：2010年3月31日、対横浜ベイスターズ2回戦（横浜スタジアム）、9回表に二盗（投手：牛田成樹、捕手：橋本将）
- 初打点：2010年4月1日、対横浜ベイスターズ3回戦（横浜スタジアム）、8回表に加藤康介から左翼線へ適時二塁打
- 初本塁打：2010年4月4日、対広島東洋カープ3回戦（MAZDA Zoom-Zoom スタジアム広島）、4回表に小松剛から左越2ラン

節目の記録
- 100本塁打：2016年4月14日、対東京ヤクルトスワローズ6回戦（明治神宮野球場）、1回表に小川泰弘から左越ソロ ※史上276人目
- 1000安打：2016年8月14日、対東京ヤクルトスワローズ20回戦（明治神宮野球場）、9回表に近藤一樹から右前安打 ※史上284人目
- 1000試合出場：2017年5月28日、対広島東洋カープ11回戦（東京ドーム）、「7番・右翼手」で先発出場 ※史上483人目[92]
- 150本塁打：2020年10月31日、対中日ドラゴンズ22回戦（ナゴヤドーム）、8回表にルイス・ゴンサレスから左越2ラン ※史上176人目[93]
- 1500試合出場：2022年8月23日、対東京ヤクルトスワローズ19回戦（明治神宮野球場）、9回表に矢野雅哉の代打で出場 ※史上202人目[94]
- 1500安打：2024年6月25日、対横浜DeNAベイスターズ9回戦（HARD OFF ECOスタジアム新潟）、9回表に坂本裕哉から中前適時打 ※史上138人目、球団最年長での達成[95]

その他の記録
- 代打逆転サヨナラ満塁本塁打：2011年10月22日、対横浜ベイスターズ最終戦（東京ドーム）、9回裏に山口俊から ※史上8人目
- 2試合連続先頭打者本塁打：2013年5月22日-23日 ※史上30人目
- 全球団から本塁打：2020年9月22日、対読売ジャイアンツ14回戦（東京ドーム）、4回表に菅野智之から ※史上39人目
- オールスターゲーム出場：3回（2011年、2012年、2013年）

### 背番号
- 7（2010年[15] - 2018年、2023年[60] - ）
  - 34（2013年WBC）
- 5（2019年[49] - 2022年）

### 代表歴
- 第35回日米大学野球選手権日本代表（2006年）
- 第3回世界大学野球選手権日本代表（2006年）
- 第16回IBAFインターコンチネンタルカップ日本代表（2006年）
- 第15回アジア競技大会野球日本代表（2006年） ※プロオールスターを揃えた韓国相手にサヨナラ本塁打を打って銀メダル獲得に貢献
- 第37回IBAFワールドカップ日本代表（2007年）
- 第25回アジア野球選手権大会日本代表（2009年）
- 第38回IBAFワールドカップ日本代表（2009年）
- 2013 ワールド・ベースボール・クラシック日本代表（2013年）

## 著書
- 『長野久義メッセージBOOK 信じる力』（廣済堂出版：2012年5月）